# FC Milsami Orhei
FC Milsami Orhei er en fodboldklub fra Orhei i Moldova. Klubben blev grundlagt i 2005.

## Titler
- Moldaviske mesterskaber (1): 2014–15[1]og 2024-25
- Moldaviske pokalturnering (2): 2011–12 og 2017–18[2]
- Moldaviske Super Cup (2): 2012 og 2019.[3]

## Historiske slutplaceringer
| Sæson   | Niveau | Liga              | Placering | Kilde  |
| ------- | ------ | ----------------- | --------- | ------ |
| 2010/11 | 1.     | Divizia Națională | 4.        | [ 4 ]  |
| 2011/12 | 1.     | Divizia Națională | 4.        | [ 5 ]  |
| 2012/13 | 1.     | Divizia Națională | 6.        | [ 6 ]  |
| 2013/14 | 1.     | Divizia Națională | 6.        | [ 7 ]  |
| 2014/15 | 1.     | Divizia Națională | 1.        | [ 8 ]  |
| 2015/16 | 1.     | Divizia Națională | 6.        | [ 9 ]  |
| 2016/17 | 1.     | Divizia Națională | 3.        | [ 10 ] |
| 2017    | 1.     | Divizia Națională | 2.        | [ 11 ] |
| 2018    | 1.     | Divizia Națională | 2.        | [ 12 ] |
| 2019    | 1.     | Divizia Națională | 5.        | [ 13 ] |
| 2020/21 | 1.     | Divizia Națională | 3.        | [ 14 ] |
| 2021/22 | 1.     | Divizia Națională | 3.        | [ 15 ] |
| 2022/23 | 1.     | Superliga         | 4.        | [ 16 ] |
| 2023/24 | 1.     | Superliga         | 4.        | [ 17 ] |

## Spillertrup
Pr. 23. april 2019